# Tephroseris longifolia
Il senecione a foglie lunghe (nome scientifico Tephroseris longifolia (Jacq.) Griseb. & Schenk, 1852) è una specie di pianta angiosperma dicotiledone della famiglia delle Asteraceae (sottofamiglia Asteroideae).

## Etimologia
Il nome del genere (Tephroseris) potrebbe derivare dal termine greco ”tephros” (= color della cenere) in riferimento alle foglie un po' tomentose e un po' ragnatelose e spesso grigiastre. Il termine specifico (”longifolia”) fa riferimento alle sue lunghe foglie (anche questa è una caratteristica tipica delle specie di questa voce).

Il binomio scientifico è stato proposto inizialmente dal medico, chimico e botanico olandese Nikolaus Joseph von Jacquin (1727 -1817) e perfezionato inseguito dai botanici tedeschi August Heinrich Grisebach (1814 – 1879) e Joseph August Schenk (1815 – 1891) in una pubblicazione del 1852.

## Descrizione

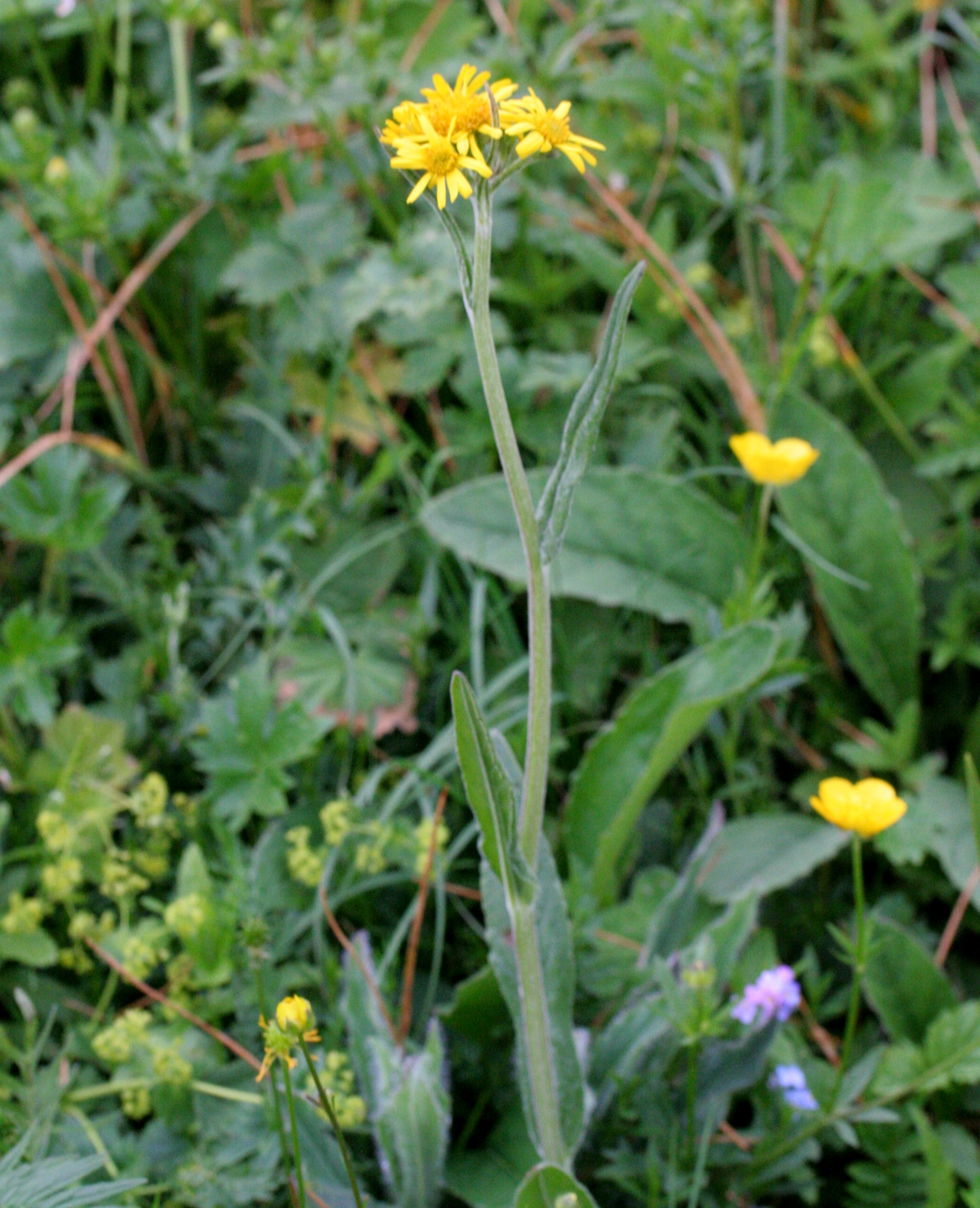
Il portamento (subsp. gaudinii)

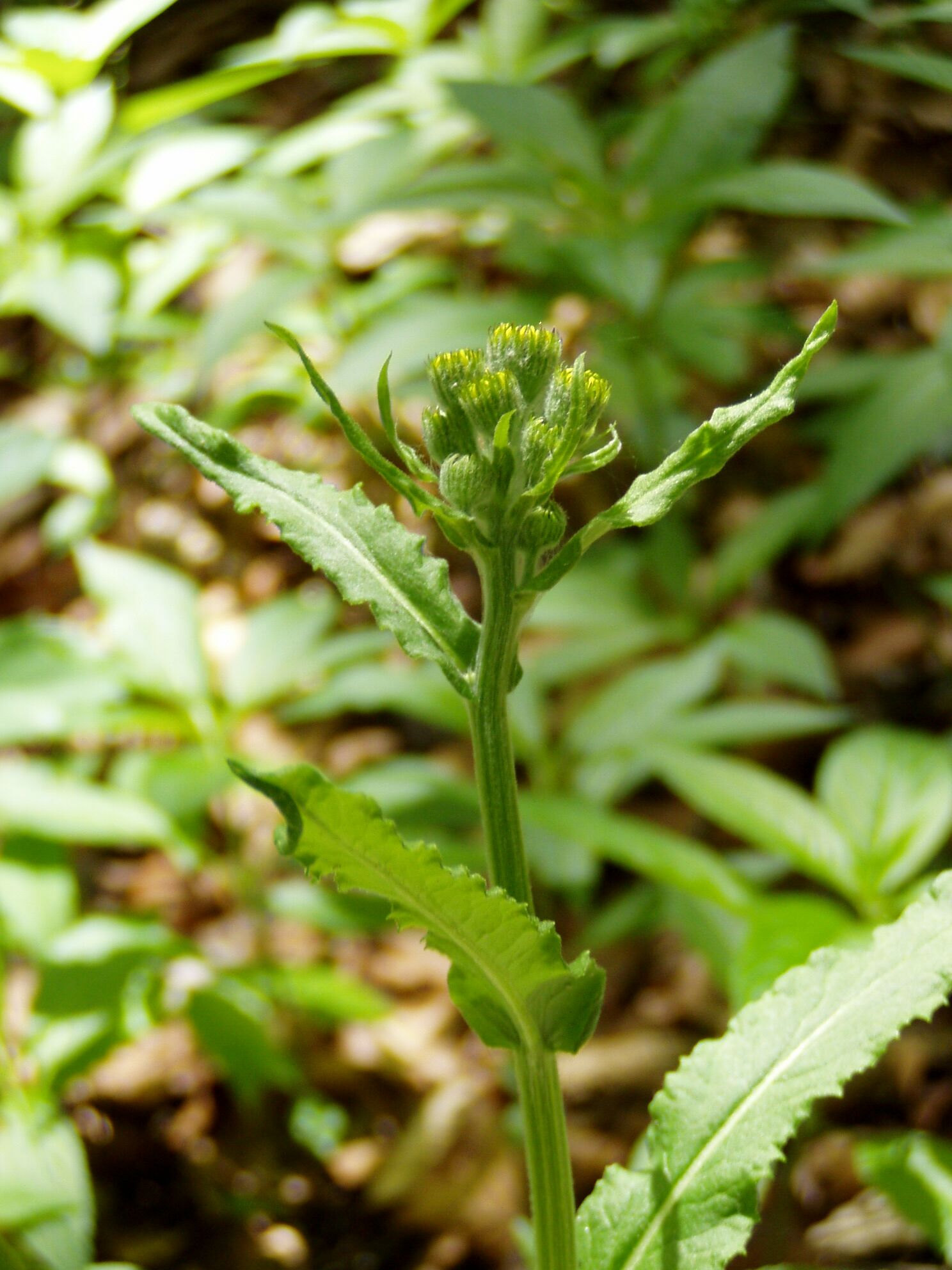
Le foglie

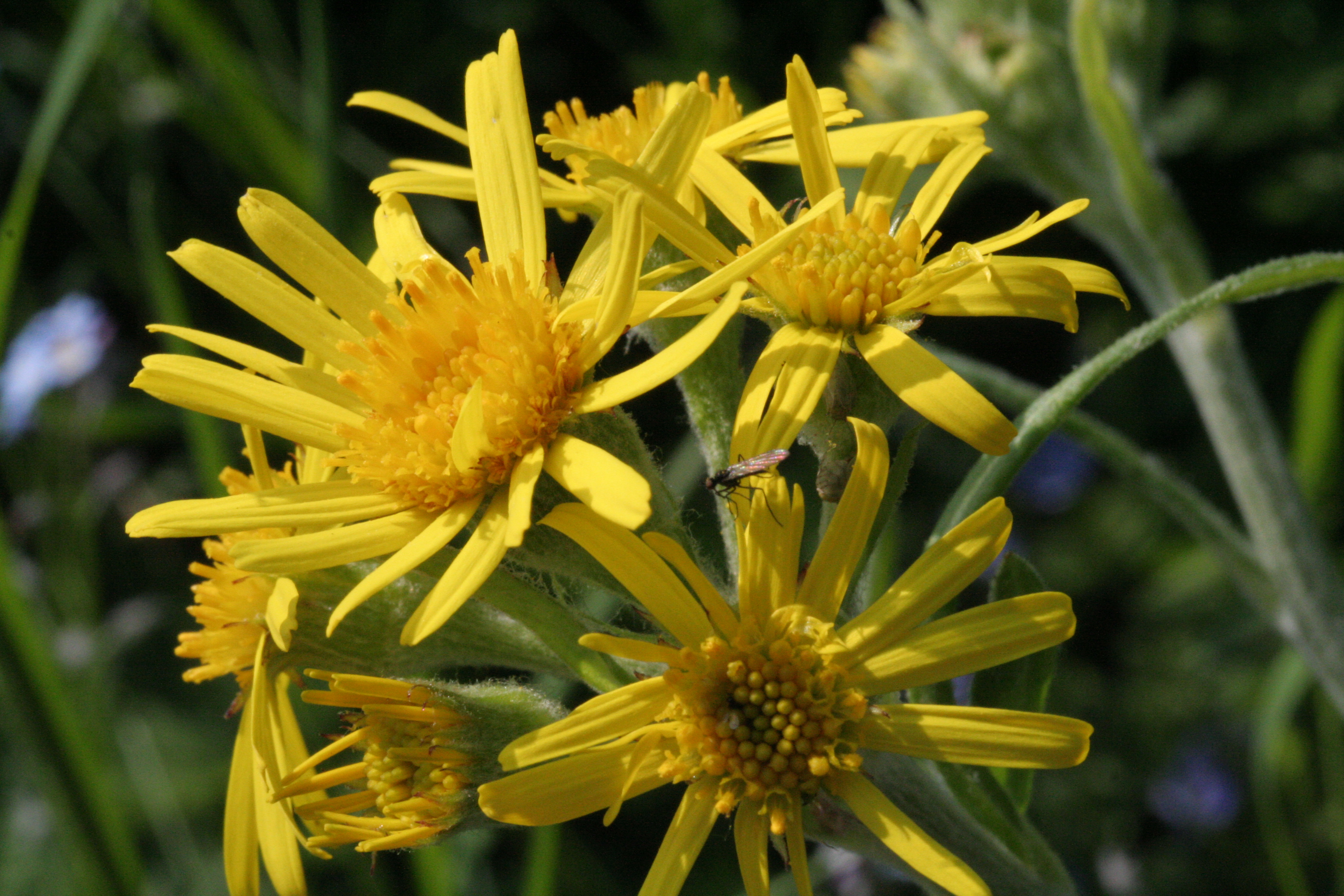
Infiorescenza

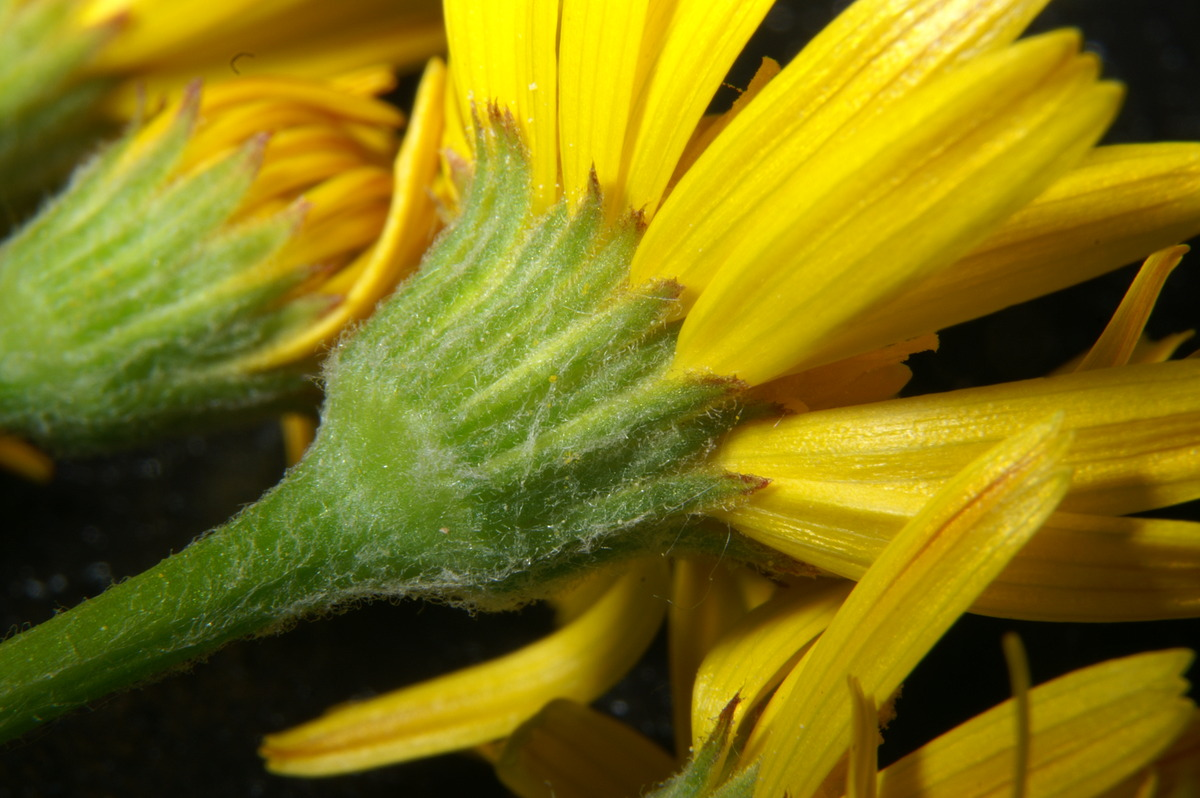
I fiori

Habitus. L'altezza di queste piante varia da 2 a 6 dm. La forma biologica è emicriptofita rosulata (H ros), ossia sono piante perenni, con gemme svernanti al livello del suolo e protette dalla lettiera o dalla neve; hanno inoltre le foglie disposte a formare una rosetta basale. Queste piante possiedono al loro interno delle sostanze chimiche quali i lattoni sesquiterpenici e alcaloidi pirrolizidinici. La pianta è ghiandolosa alla fioritura.
Radici. Le radici in genere sono secondarie da rizoma.
Fusto.  La parte aerea è eretta con superficie striato-angolosa. La ramosità di tipo corimboso è verso l'alto. Per ogni pianta si forma un gambo o pochi di più.
Foglie. Le foglie sono di due tipi: basali e caulinari. Quelle basali formano una rosetta. La lamina è strettamente lineare. Le foglie sono picciolate. Quelle caulinari hanno una lamina di tipo lanceolato con dimensioni confrontabili con quelle basali. Le nervature sono pennate. Il margine è intero o dentato o seghettato. Le superiori sono semiamplessicauli. Il picciolo di quelle inferiori non è alato. Dimensioni delle foglie basali: lunghezza 20 cm.
Infiorescenza. Le sinflorescenze sono composte da più capolini organizzati in formazioni corimbose che normalmente sovrastano l'apparato fogliare. Le infiorescenze vere e proprie sono formate da un capolino terminale peduncolato di tipo radiato. I capolini sono formati da un involucro, con forme a coppa, composto da 21 brattee, al cui interno un ricettacolo fa da base ai fiori di due tipi: quelli esterni del raggio e quelli più interni del disco. Le brattee sono disposte più o meno in modo embricato di solito su una sola serie e possono essere connate alla base. Il ricettacolo è nudo (senza pagliette a protezione della base dei fiori); la forma è piatta.
Fiori.  I fiori sono tetra-ciclici (formati cioè da 4 verticilli: calice – corolla – androceo – gineceo) e pentameri (calice e corolla formati da 5 elementi). Sono inoltre ermafroditi, più precisamente i fiori del raggio (quelli ligulati e zigomorfi) sono femminili; mentre quelli del disco centrale (tubulosi e actinomorfi) sono bisessuali o a volte funzionalmente maschili.
- Formula fiorale:

*/x K {\displaystyle \infty }, [C (5), A (5)], G 2 (infero), achenio
- Calice: i sepali del calice sono ridotti ad una coroncina di squame.
- Corolla: nella parte inferiore i petali della corolla sono saldati insieme e formano un tubo. In particolare le corolle dei fiori del disco centrale (tubulosi) terminano con delle fauci dilatate a raggiera con cinque lobi. Nella corolla dei fiori periferici (ligulati) il tubo si trasforma in un prolungamento ligulato, terminante più o meno con cinque dentelli. Il colore delle corolle di norma è giallo aranciato. Lunghezza dei fiori ligulati: 10 – 13 mm.
- Androceo: gli stami sono 5 con dei filamenti liberi. La parte basale del collare dei filamenti può essere dilatata. Le antere invece sono saldate fra di loro e formano un manicotto che circonda lo stilo. Le antere normalmente sono senza coda ("ecaudate"). La struttura delle antere è di tipo tetrasporangiato, raramente sono bisporangiate. Il tessuto endoteciale è radiale. Il polline è tricolporato (tipo "helianthoid").[12]
- Gineceo: lo stilo è biforcato con due stigmi nella parte apicale. Gli stigmi sono troncati, ottusi e con un ciuffo di peli alla sommità. Le ramificazione (dello stilo) consistono in linee stigmatiche continue (i recettori del polline).[4] L'ovario è infero uniloculare formato da 2 carpelli.
- Antesi: da (maggio) giugno a luglio (agosto).

Frutti. I frutti sono degli acheni con pappo. La forma degli acheni è più o meno affusolata. La superficie è percorsa da circa 10 coste longitudinali e può essere glabra. Non sempre il carpoforo è distinguibile. Il pappo, persistente o caduco, è formato da numerose setole snelle e bianche (lisce o barbate); le setole possono inoltre essere connate alla base.

## Biologia
Impollinazione: l'impollinazione avviene tramite insetti (impollinazione entomogama tramite farfalle diurne e notturne).

Riproduzione: la fecondazione avviene fondamentalmente tramite l'impollinazione dei fiori (vedi sopra).

Dispersione: i semi (gli acheni) cadendo a terra sono successivamente dispersi soprattutto da insetti tipo formiche (disseminazione mirmecoria). In questo tipo di piante avviene anche un altro tipo di dispersione: zoocoria. Infatti gli uncini delle brattee dell'involucro (se presenti) si agganciano ai peli degli animali di passaggio disperdendo così anche su lunghe distanze i semi della pianta. Inoltre per merito del pappo il vento può trasportare i semi anche a distanza di alcuni chilometri (disseminazione anemocora).

## Distribuzione e habitat
Geoelemento: il tipo corologico (area di origine) è Endemico Est-Alpico Dinarico.
Distribuzione: in Italia questa specie si trova nelle Alpi orientali.
Habitat: l'habitat preferito per queste piante sono i margini boschivi e i prati aridi montani.
Distribuzione altitudinale: sui rilievi alpini, in Italia, queste piante si possono trovare tra 200 e 1.800 m s.l.m.;

## Tassonomia
La famiglia di appartenenza di questa voce (Asteraceae o Compositae, nomen conservandum) probabilmente originaria del Sud America, è la più numerosa del mondo vegetale, comprende oltre 23.000 specie distribuite su 1.535 generi, oppure 22.750 specie e 1.530 generi secondo altre fonti (una delle checklist più aggiornata elenca fino a 1.679 generi). La famiglia attualmente (2021) è divisa in 16 sottofamiglie; la sottofamiglia Asteroideae è una di queste e rappresenta l'evoluzione più recente di tutta la famiglia.

### Filogenesi
Il genere di questa voce appartiene alla sottotribù Tussilagininae della tribù Senecioneae (una delle 21 tribù della sottofamiglia Asteroideae). La sottotribù descritta in tempi moderni da Bremer (1994), dopo le analisi di tipo filogenetico sul DNA del plastidio (Pelser et al., 2007) è risultata parafiletica con le sottotribù Othonninae e Brachyglottidinae annidiate al suo interno. Attualmente con questa nuova circoscrizione la sottotribù Tussilagininae s.s. risulta suddivisa in quattro subcladi.
Il genere di questa voce appartiene al subclade chiamato "L-C-P" (complesso Ligularia-Cremanthodium Parasenecio Liu et al., 2006) formato da una decina di generi in gran parte asiatici non tutti monofiletici. In particolare il genere di questa voce fa parte della sottotribù informale Tephroseridinae Jeffrey & Chen, 1984 composta dai generi Nemosenecio, Sinosenecio e Tephroseris. Questo assemblaggio, nidificato all'interno del complesso L-C-P, si presenta con un elevato supporto dalle analisi filogenetiche del DNA del ITS (Internal Transcribed Spacer) e del DNA del plastidio. All'interno del gruppo Tephroseris è in posizione "basale" e con gli altri due generi forma un "gruppo fratello".
Nella "Flora d'Italia" (edizione 2018) di Sandro Pignatti, la specie di questa voce fa parte del "Aggregato di Tephroseris tenuifolia" comprendente le seguenti specie: T. helenitis (T. tenuifolia nella "Flora d'Italia") e T. longifolia (nell'aggregato è compresa anche la specie T. pseudocrispa considerata un sinonimo di T. longifolia e dovrebbe essere compresa anche la specie T. italica in quanto sinonimo di T. longifolia). Questo aggregato è individuato dai seguenti caratteri: le foglie hanno una densa lanosità, le foglie basali sono più o meno appressate al suolo, il picciolo è più grande della lamina e le piante sono ghiandolose alla fioritura.
La specie  T. longifolia è individuata dai seguenti caratteri:
- la pianta è ghiandolosa alla fioritura;
- le foglie basali hanno delle forme strettamente lineari e il picciolo è più lungo della lamina;
- le foglie cauline sono numerose e grandi;
- l'involucro ha 21 brattee;
- gli acheni sono glabri.

Il numero cromosomico della specie è 2n = 48.

### Variabilità
Questa specie è molto variabile e in passato sono state individuate molte varietà e sottospecie. Attualmente alcune checklist riconoscono solamente la specie principale e nell'ultima edizione della "Flora d'Italia" alcune sottospecie sono definite come specie. Di seguito sono descritte alcune di queste sottospecie (controverse) presenti in Italia.

#### Sottospeciebrachychaeta
- nome comune: senecione toscano;

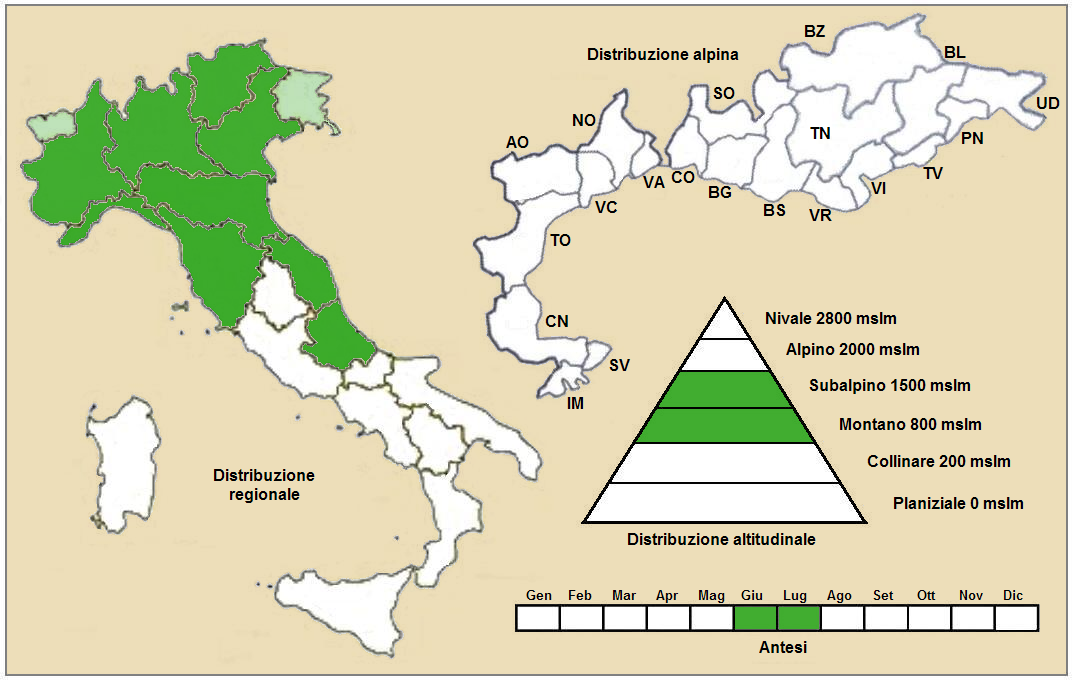
Distribuzione della pianta
(Distribuzione regionale)

- altezza media delle piante: 3–6 dm;
- questa piante alla fioritura sono densamente lanose per peli con uno stilo di 5-8 cellule che si riducono a 2-4 dopo la perdita apicale (sferza) dello stilo;[19]
- foglie: le due facce si presentano discolori: la pagina inferiore alla fioritura si presenta con una lanosità persistente (sono glabrescenti nella parte superiore); il bordo è dentato con una dentatura profonda ma regolare; le foglie radicali sono più o meno erette; la lamina è ovata con base troncata; dimensione della lamina: larghezza 4–6 cm; lunghezza 8–10 cm; il picciolo è maggiore della lunghezza della lamina della foglia;
- capolino: il peduncolo del capolino è poco lanoso, quasi subglabro;
- involucro: per ogni involucro il numero delle brattee è più o meno 21 e sono colorate di verde;
- fiori: i fiori ligulati sono gialli;
- frutti: gli acheni sono densamente irsuti con pappo breve;
- geoelemento: il tipo corologico (area di origine) è Endemico;
- habitat: l'habitat tipico di questa sottospecie sono le selve e i prati; si trova anche nei margini boschivi (ma raramente penetra nel bosco vero e proprio);
- distribuzione: in Italia si trova nella parte settentrionale degli Appennini (è esclusa completamente dalle Alpi[19]); è considerata una sottospecie rara;
- distribuzione altitudinale: queste piante si trovano da 700 a 1800 m s.l.m.; frequentano quindi i seguenti piani vegetazionali: subalpino e in parte quello montano;

#### Sottospeciegaudinii

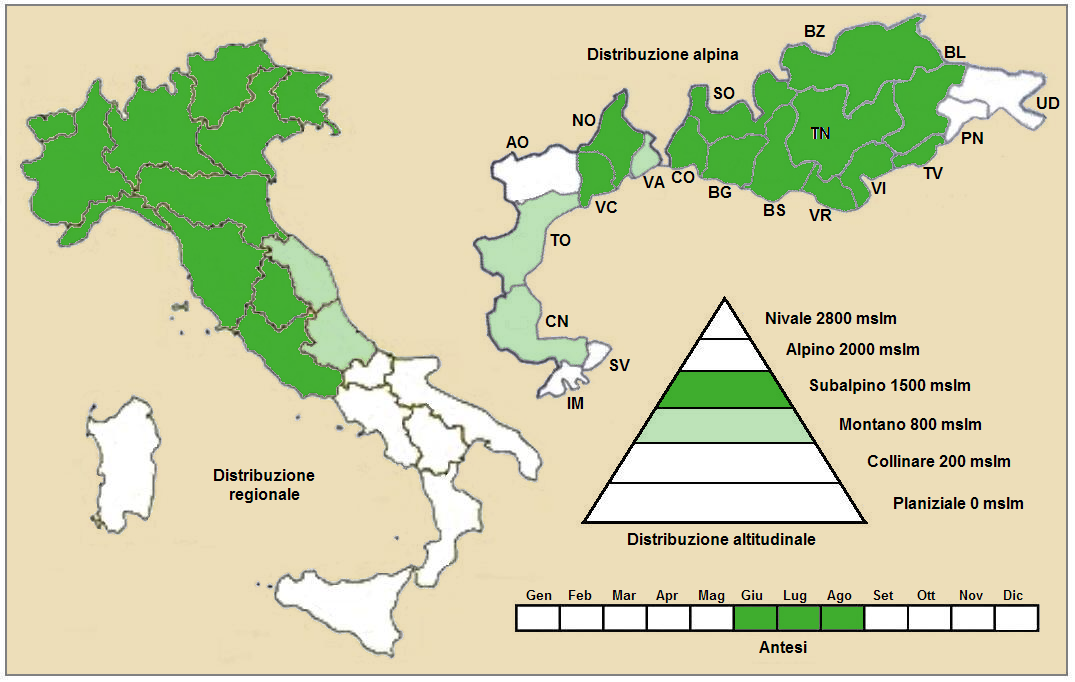
Distribuzione della pianta
(Distribuzione regionale – Distribuzione alpina)

- basionimo: Cineraria tenuifolia Gaudin, 1829
- nome comune: senecione di Gaudin, Senecio a foglie sottili, (DE)  Schweizer Greiskraut, (FR)  Tephroséris à feuilles minces;
- altezza media delle piante: 3 – 8 dm;
- questa piante alla fioritura sono ispide per setole pluricellulari (ossia peli con stilo formato da 8-10 cellule sovrapposte – dopo la caduta dell'apice rimangono 6-8 cellule che formano una breve setola[19]);
- foglie: le due facce delle foglie si presentano con una lanosità più o meno densa; quelle basali sono erette e profondamente crenate (o dentate) con lamina ottusa alla base; quelle cauline sono invece dentate; il picciolo delle foglie radicali in genere è più lungo della lamina della foglia stessa;
- capolino: il peduncolo del capolino alla fioritura è bianco-lanoso; diametro del capolino: 20 – 30 mm;
- involucro: le brattee sono grigio-tomentose e non sono arrossate all'apice; per ogni involucro il numero delle brattee è più o meno 13;
- fiori: i fiori ligulati sono gialli (sono aranciati prima dell'antesi); normalmente per ogni capolino sono presenti fino a 20 fiori ligulati;
- frutti: gli acheni sono pelosi;
- geoelemento: il tipo corologico (area di origine) è Endemico – Est Alpico o anche Orofita - Sud Est Europeo;
- habitat: l'habitat tipico di questa sottospecie sono i pendii aridi e le boscaglie; ma anche i riposi del bestiame, prati e pascoli mesofili, megaforbieti e popolamenti a felci; il substrato preferito è calcareo ma anche calcareo/siliceo con pH basico, alti valori nutrizionali del terreno che deve essere mediamente umido.
- distribuzione: in Italia si trova solamente al nord nelle Alpi (comune a oriente, più raro a occidente); fuori dall'Italia (sempre nelle Alpi) si trova in Svizzera (cantone dei Grigioni) e Austria (Länder del Tirolo Orientale, Salisburgo, Carinzia e Austria Superiore); sugli altri rilievi europei si trova nei Pirenei, Alpi Dinariche e Carpazi;[21]
- distribuzione altitudinale: queste piante si trovano da 1000 a 2300 m s.l.m. (raramente scendono fino ai 200 m s.l.m.); frequentano quindi i seguenti piani vegetazionali: subalpino e in parte quello montano;
- dal punto di vista fitosociologico la specie di questa scheda appartiene alla seguente comunità vegetale[21]:

Formazione: comunità delle macro- e megaforbie terrestri.
Classe: Molinio-Arrhenatheretea.
Ordine: Arrhenatheretalia elatioris.
Alleanza: Triseto-Polygonion bistortae.

#### Sottospecielongifolia

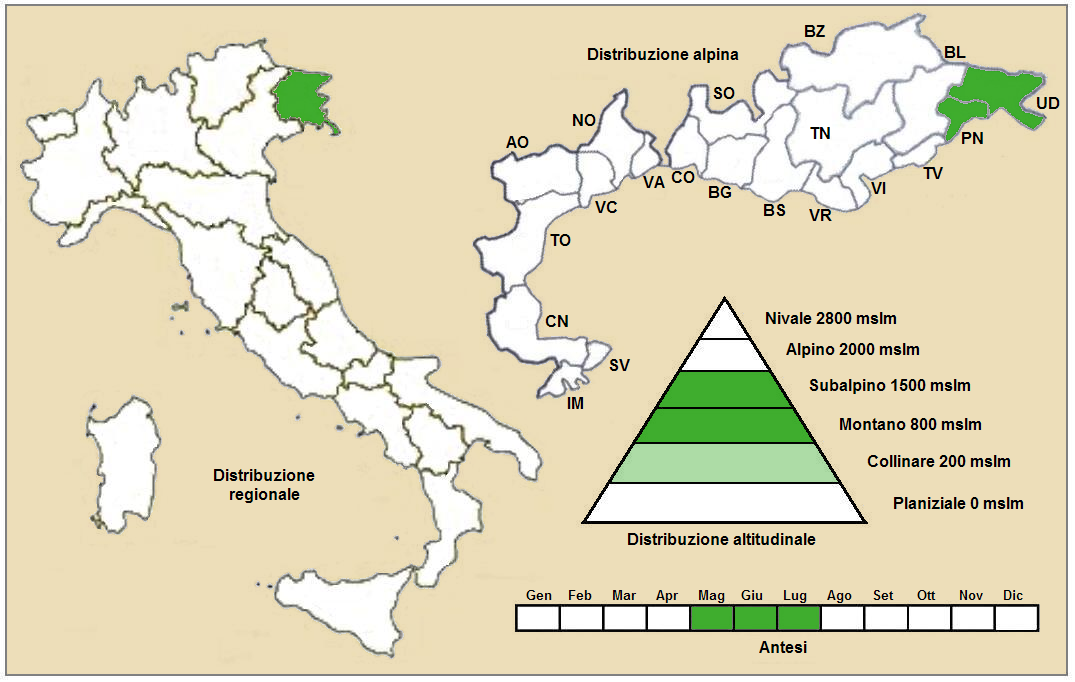
Distribuzione della pianta
(Distribuzione regionale – Distribuzione alpina)

- basionimo: Cineraria longifolia Jacq, 1774
- nome comune: senecione dell'Ovir, Senecio a foglie lunghe, (DE)  Langblättriges Greiskraut, (FR)  Tephroséris à longues feuilles;
- altezza media delle piante: 2 – 6 dm;
- queste piante alla fioritura sono ispide per setole pluricellulari (ossia peli con stilo formato da 8-10 cellule sovrapposte – dopo la caduta dell'apice rimangono 6-8 cellule che formano una breve setola[19]);
- foglie: le due facce delle foglie si presentano con una lanosità più o meno densa; quelle basali sono erette e profondamente crenate (o dentate) con lamina ottusa alla base; quelle cauline sono invece dentate; il picciolo delle foglie radicali in genere è più lungo della lamina della foglia stessa;
- capolino: il peduncolo del capolino è verde e sparsamente peloso; diametro del capolino: 30 – 40 mm;
- involucro: le brattee sono grigio-tomentose e non sono arrossate all'apice; per ogni involucro il numero delle brattee è più o meno 21;
- fiori: i fiori ligulati sono gialli;
- frutti: gli acheni sono completamente glabri;
- geoelemento: il tipo corologico (area di origine) è Endemico - Est Alpino - Dinarico;
- habitat: l'habitat tipico di questa sottospecie sono i prati aridi montani; ma anche le vallette nivali, le zone ad arbusteti meso-termofili, megaforbieti e popolamenti a felci; il substrato preferito è calcareo ma anche calcareo/siliceo con pH neutro, alti valori nutrizionali del terreno che deve essere mediamente umido.
- distribuzione: in Italia si trova ma raramente solamente nella parte orientale (provincia di Gorizia e di Trieste); fuori dall'Italia (sempre nelle Alpi) si trova in Austria (Länder del Salisburgo, Carinzia, Stiria, Austria Superiore, Austria Inferiore) e in Slovenia; sugli altri rilievi europei si trova nelle Alpi Dinariche;[21]
- distribuzione altitudinale: queste piante si trovano da 200 a 1800 m s.l.m.; frequentano quindi i seguenti piani vegetazionali: subalpino, montano e in parte quello collinare;
- dal punto di vista fitosociologico la specie di questa scheda appartiene alla seguente comunità vegetale:[21]

Formazione: comunità delle macro- e megaforbie terrestri.
Classe: Trifolio-Geranietea sanguinei.
Ordine: Origanetalia vulgaris.

#### Sottospeciepseudocrispa

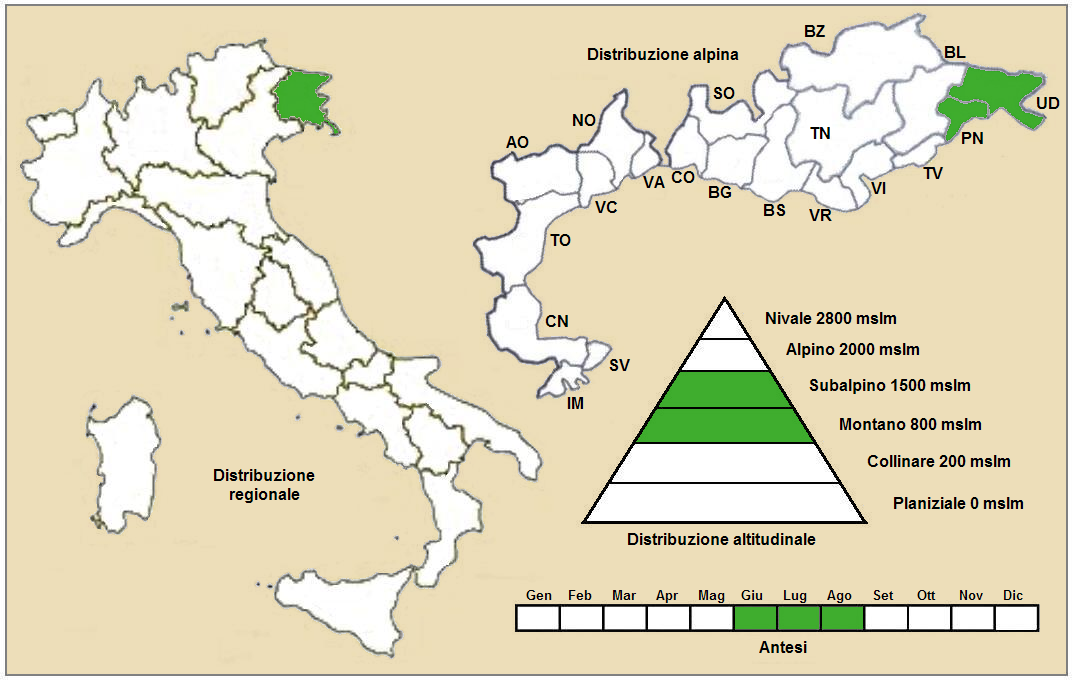
Distribuzione della pianta
(Distribuzione regionale – Distribuzione alpina)

- basionimo: Senecio alpestris var. pseudocrispus Fiori, 1903
- nome comune: senecione di Cividale, (DE)  Cividale-Greiskraut, (FR)  Tephroséris de Cividale;
- altezza media delle piante: 3 – 9 dm;
- questa piante sono subglabre con sparsi peli ragnatelosi (i peli sono del tipo con stilo formato da 8-10 cellule sovrapposte – dopo la caduta dell'apice rimangono 6-8 cellule che formano una breve setola[19]);
- foglie: la superficie delle foglie è in genere subglabra; quelle basali sono erette con lamina da ovato-cordata a cordata e bordi dentati, alla base la lamina è ottusa quasi troncata; quelle cauline sono invece dentato-seghettate;
- capolino: i peduncoli dei capolini sono allungatissimi (6 – 15 cm); diametro del capolino: 25 – 35 mm;
- involucro: le brattee sono completamente verdi e subglabre alla fioritura; per ogni involucro il numero delle brattee è più o meno 21;
- fiori: i fiori ligulati sono gialli;
- frutti: gli acheni sono più o meno ispidi (o pelosi);
- geoelemento: il tipo corologico (area di origine) è Subendemico;
- habitat: l'habitat tipico di questa sottospecie sono i prati aridi e le boscaglie; ma anche presso le sorgenti e le cadute d'acqua, bordi dei ruscelli, prati e pascoli igrofili, megaforbieti e popolamenti a felci; il substrato preferito è calcareo ma anche calcareo/siliceo con pH neutro, medi valori nutrizionali del terreno che deve essere umido.
- distribuzione: in Italia si trova solamente nella parte orientale (Friuli orientali); fuori dall'Italia (sempre nelle Alpi) si trova in Austria (Länder della Carinzia e Stiria) e in Slovenia; sugli altri rilievi europei si trova nelle Alpi Dinariche;[21]
- distribuzione altitudinale: queste piante si trovano da 100 a 1000 m s.l.m.; frequentano quindi i seguenti piani vegetazionali: subalpino e montano;
- dal punto di vista fitosociologico la specie di questa scheda appartiene alla seguente comunità vegetale:[21]

Formazione: comunità delle macro- e delle megaforbie terrestri.
Classe: Mulgedio-Aconitetea.
Ordine: Calamagrostietalia villosae.

### Sinonimi
Sono elencati alcuni sinonimi per questa entità:
- Cineraria alpestris W.D.J.Koch
- Cineraria alpestris subsp. ovirensis  (W.D.J.Koch) Nyman
- Cineraria cantabrica Nyman - Sinonimo della sottospecie brachychaeta
- Cineraria clusiana Host
- Cineraria coderi Nyman - Sinonimo della sottospecie brachychaeta
- Cineraria crassifolia Kit.
- Cineraria degenerans Kit. ex Kanitz
- Cineraria helenitis Steud. - Sinonimo della sottospecie brachychaeta
- Cineraria longifolia Jacq.
- Cineraria nuda Kit.
- Cineraria ovirensis Koch
- Cineraria tenuifolia Gaudin, 1829 - Sinonimo della sottospecie gaudinii
- Senecio alpestris (Hoppe) DC.
- Senecio alpestris var. pseudocrispus Fiori, 1903 - Sinonimo della sottospecie pseudocrispa
- Senecio brachychaetus Cufod. - Sinonimo della sottospecie brachychaeta
- Senecio brachychaetus Berg - Sinonimo della sottospecie gaudinii
- Senecio crispatus - Sinonimo della sottospecie pseudocrispa
- Senecio gaudinii Gremli - Sinonimo della sottospecie gaudinii
- Senecio helenitis var. gaudini Fiori - Sinonimo della sottospecie gaudinii
- Senecio helenitis var. brachychaetus Fiori - Sinonimo della sottospecie gaudinii
- Senecio helenitis var. ovirensis Fiori - Sinonimo della sottospecie longifolia
- Senecio helenitis var. papposus Fiori - Sinonimo della sottospecie longifolia
- Senecio italicus Schischk. - Sinonimo della sottospecie gaudinii
- Senecio longifolius (Jacq.) Dalla Torre
- Senecio ovirensis (Koch) DC. - Sinonimo della sottospecie longifolia
- Senecio ovirensis subsp. alpestris - Sinonimo della sottospecie longifolia
- Senecio ovirensis subsp. gaudini - Sinonimo della sottospecie gaudinii
- Senecio ovirensis subsp. pseudocrispus - Sinonimo della sottospecie pseudocrispa
- Senecio pseudocrispus (Fiori) E.Mayer - Sinonimo della sottospecie pseudocrispa
- Senecio rivularis subsp. pseudocrispus (Fiori) E.Mayer - Sinonimo della sottospecie pseudocrispa
- Tephroseris alpestris Griseb. & Schenk
- Tephroseris italica Holub - Sinonimo della sottospecie brachychaeta
- Tephroseris longifolia (Jacq.) Griseb. & Schnek, 1852 - Sinonimo della sottospecie longifolia
- Tephroseris ovirensis B.Nord.
- Tephroseris ovirensis subsp. gaudinii (Gremli) Cufod. - Sinonimo della sottospecie gaudinii
- Tephroseris pseudocrispa (Fiori) Holub, 1974 - Sinonimo della sottospecie pseudocrispa
- Tephroseris tenuifolia (Gaud.) Holub - Sinonimo della sottospecie gaudinii
- Tephroseris rivularis subsp. pseudocrispa (Fiori) B.Nord. - Sinonimo della sottospecie pseudocrispa